# Bruno Rossi
Bruno Benedetto Rossi  (Venetië, 13 april 1905 – Cambridge (Massachusetts), 21 november 1993) was een Italiaans-Amerikaans astrofysicus en experimenteel deeltjesfysicus op het gebied van kosmische straling en röntgenastronomie.

## Biografie
De in 1905 geboren Rossi was de oudste van drie zonen van Rino Rossi en Lina Minerbi. Zijn vader was elektrotechnicus die participeerde in de elektrificatie van Venetië. Hij werd thuis onderwezen tot zijn veertiende jaar, waarna hij de Ginnasio en het Liceo Foscarini in Venetië bezocht. Hij studeerde aan de universiteiten van Padua en Bologna – bij die laatste promoveerde hij in 1927 onder Quirino Majorana, de oom van fysicus Ettore Majorana.
Rossi begon zijn wetenschappelijke carrière aan de Universiteit van Florence, als assistent van Antonio Garbasso die naast hoogleraar ook directeur was van het Instituut voor Natuurkunde in Arcetri. Hier raakte hij bevriend met Enrico Fermi voordat die naar Rome ging.
In 1932 werd Rossi benoemd tot hoogleraar voor experimentele natuurkunde aan de Universiteit van Padua. Als Jood verloor hij echter in 1938 door rassenwetten (Manifesto della razza) van Mussolini zijn hoogleraarschap. Hij vertrok naar Kopenhagen, waar hij op uitnodiging van Niels Bohr twee maanden verbleef, om daarna door te reizen naar Manchester. In juni 1939 vertrok hij definitief naar de Verenigde Staten waar hij gastwetenschapper werd aan de Universiteit van Chicago. In 1941 werd hij universitair hoofddocent aan de Cornell-universiteit.
Gedurende de Tweede Wereldoorlog werkte hij bij het Massachusetts Institute of Technology (MIT) aan de ontwikkeling van radar en later in Los Alamos aan het Amerikaanse kernwapenprogramma Manhattan. Na de oorlog werd hij in 1946 hoogleraar aan MIT, waar hij opnieuw onderzoek deed naar kosmische straling. Eind jaren 1950 werd hij pionier op het gebied van raketexperimenten, in het bijzonder de meting van interplanaire plasma's en röntgenbronnen.
In 1965 werd hij benoemd tot Institute Professor bij MIT om in 1970 met pensioen te gaan. Van 1974 tot 1980 doceerde hij aan de Universiteit van Palermo.
Rossi was gehuwd met Nora Lombroso, de kleindochter van de Cesare Lombroso. Uit het huwelijk werden een zoon, Frank, en twee dochters, Florence en Linda, geboren. Hij overleed in 1993 aan de gevolgen van hartfalen. Hij ligt begraven op de begraafplaats van Porte Sante in Florence.

## Werk
Vanaf de jaren 1930 werd Rossi een pionier in het onderzoek naar kosmische straling, die in 1911 waren ontdekt door Victor Hess middels bemande ballonvluchten. Startpunt van Rossi's onderzoek was een artikel van Walther Bothe en Werner Kolhörster waarin de ontdekking werd beschreven van geladen kosmische straling die 4,1 centimeter kon doordringen in goud. Dit was opmerkelijk omdat de meest doordringbare deeltjes die destijds bekend waren – elektronen – slechts enkele millimeters in goud konden doordringen.
Om de ware aard van deze straling te achterhalen bedacht Rossi een experiment waarmee de oost-west-asymmetrie van deze straling aan te tonen. De uit de ruimte afkomstige geladen deeltjes worden namelijk door het aards magnetisch veld afgebogen, oostwaarts als deze positief geladen zijn en westwaarts als deze negatief geladen zijn. Voor de detectie van de deeltjes gebruikte Rossi een door hem aangepaste geigerteller. In 1934 voerde Rossi het experiment uit in de bergen van Eritrea en vond dat 26% meer deeltjes oostwaarts reisden dan westwaarts, waarmee hij aantoonde dat de meerderheid van kosmische stralen uit positief geladen deeltjes bestaan.
Als raadgever bij het American Science en Engineering Inc. (AS&E) onderzocht hij samen met zijn collega, de Italiaanse astrofysicus Riccardo Giacconi in de jaren 1960 de mogelijkheid om suborbitale röntgentelescopen te maken maken in de vorm van geigertellers aan boord van sondeerraketten. De reden is dat de aardatmosfeer röntgenstraling tegenhoudt en verstrood en dus alleen vanuit de ruimte goed waarneembaar is. Dit onderzoek leidde in 1962 tot de ontdekking van de eerste röntgenbron buiten het zonnestelsel, Scorpius X-1 – in het sterrenbeeld Scorpioen.

## Erkenning
Voor zijn werk werd Rossi onderscheiden met onder andere de Rumford-Prijs van de American Academy of Arts and Sciences (1976), de National Medal of Science (1985), de Wolfprijs voor natuurkunde (1987, samen met Friedman en Giacconi) en de Matteucci Medal (1991). Daarnaast verkreeg hij in 1963 een medaille van verdienste van de Republiek Italië, de Antonio-Feltrineprijs van de Accademia dei Lincei (1971) en een gouden medaille van het Italiaans Natuurkundig Genootschap (1970).
De Bruno Rossi-prijs, uitgereikt door de American Astronomical Society voor belangrijke prestaties in de hoogenergetische astrofysica, is naar hem vernoemd.